# Albert W. Tucker
Pour les articles homonymes, voir Tucker.
Albert William Tucker (28 novembre 1905 - 25 janvier 1995) est un mathématicien américain d'origine canadienne qui a produit d'importantes contributions en topologie, théorie des jeux et optimisation non linéaire.

## Biographie
Albert William Tucker est né à Oshawa en Ontario au Canada, et obtient son B.A. en 1928 à l'Université de Toronto. Il soutient sa thèse, An Abstract Approach to Manifolds en 1932, sous la direction de Solomon Lefschetz à l'Université de Princeton.
Durant l'année 1932-1933, il travaille comme National Research Fellow à Cambridge, Harvard et l'Université de Chicago. Il retourne ensuite à Princeton, où il reste jusqu'en 1970. Il y dirige le département de mathématiques pendant vingt ans.
Il encadre les thèses de Michel Balinski, David Gale, Alan J. Goldman (en), John Isbell (en), Stephen Maurer, Marvin Minsky, John Forbes Nash (qui est lauréat d'un Prix Nobel), Torrence Parsons, Lloyd Shapley, Robert Singleton, et Marjorie Stein. Il collabore avec Harold W. Kuhn sur un grand nombre d'articles et de modèles.
En 1950, Albert Tucker interprète le « dilemme du prisonnier », issu du modèle de coopération et de conflit de Merrill M. Flood (en) et Melvin Dresher (en). Il est aussi connu pour les conditions de Karush-Kuhn-Tucker, un résultat de base en optimisation non linéaire, qui est publié via des conférences et non un journal.
Il reçoit le prix de théorie John von Neumann avec Harold W. Kuhn en 1980.
Dans les années 1960, il s'investit grandement dans l'enseignement des mathématiques, en tant que directeur du Advanced Placement Program Calculus committee for the College Board (1960 - 1963), à travers son travail avec le Committee of the Undergraduate Program in Mathematics de la Mathematical Association of America et beaucoup de stages d'été pour les enseignants de lycée et d'université organisés par la National Science Foundation.
Au début des années 1980, Tucker recrute Charles Gillispie, le professeur d'histoire de Princeton, pour l'aider à préserver les histoires de la communauté des mathématiciens de Princeton des années 1930. Financé par la Sloan Foundation, le projet grandit au-delà de son but initial. Dedans y sont décrites des personnes telles Einstein, von Neumann, Gödel, le pionnier de l'informatique Herman Goldstine et les prix Nobel John Bardeen et Eugene Wigner.
Il meurt à Highstown (New Jersey) à l'âge de 89 ans.